# Igor Rosztyiszlavovics Safarevics
Igor Rosztiszlavovics Safarevics, oroszul: Игорь Ростиславович Шафаревич (Zsitomir, 1923. június 3. – Moszkva, 2017. február 19.) orosz matematikus, egyetemi tanár, emberi jogi aktivista.

## Művei
- Number Theory (1966, Zenon Boreviccsal)[7]
- Basic Algebraic Geometry (1972)
- Socialism in Our Past and Future (1975)
- The Socialist Phenomenon (1980)
- On Certain Tendencies in the Development of Mathematics, The Mathematical Intelligencer (1981)
- Geometries and Groups (1987, V. V. Nyikulinnal)
- Collected Mathematical Papers (1989)
- Russophobia (1990)
- Geometries and Groups (1987, V. V. Nyikulinnal)
- Noncommutative Rings, Identities (1991, A. I. Kosztrikinnel)
- Number Theory: Fundamental Problems, Ideas, and Theories (1995, A. N. Parsinnal)
- Algebra and Analysis (1996, M. M. Arszlanovval és A. N. Parsinnal)
- Discourses on Algebra (2003)